# Église Saint-Pierre-ès-Liens de Montcaret
Pour les articles homonymes, voir Église Saint-Pierre-ès-Liens.
L'église Saint-Pierre-ès-Liens est une église catholique située à Montcaret, en France.

## Localisation
L'église est située dans le département français de la Dordogne, sur la commune de Montcaret. Elle est construite sur le site d'une antique villa gallo-romaine.

## Historique
L'édifice est classé au titre des monuments historiques le 18 mars 1913.

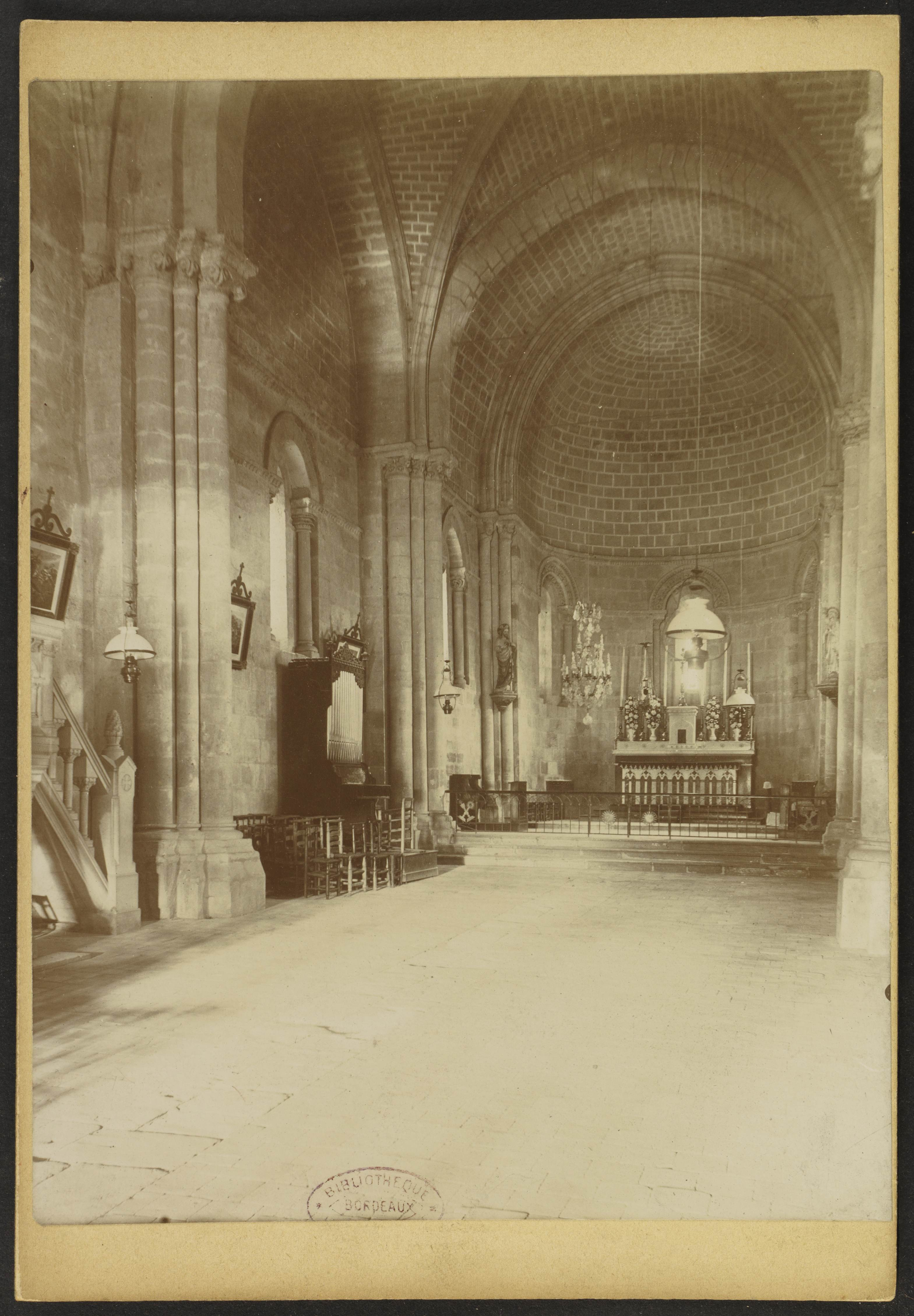
Nef par Jean-Auguste Brutails.
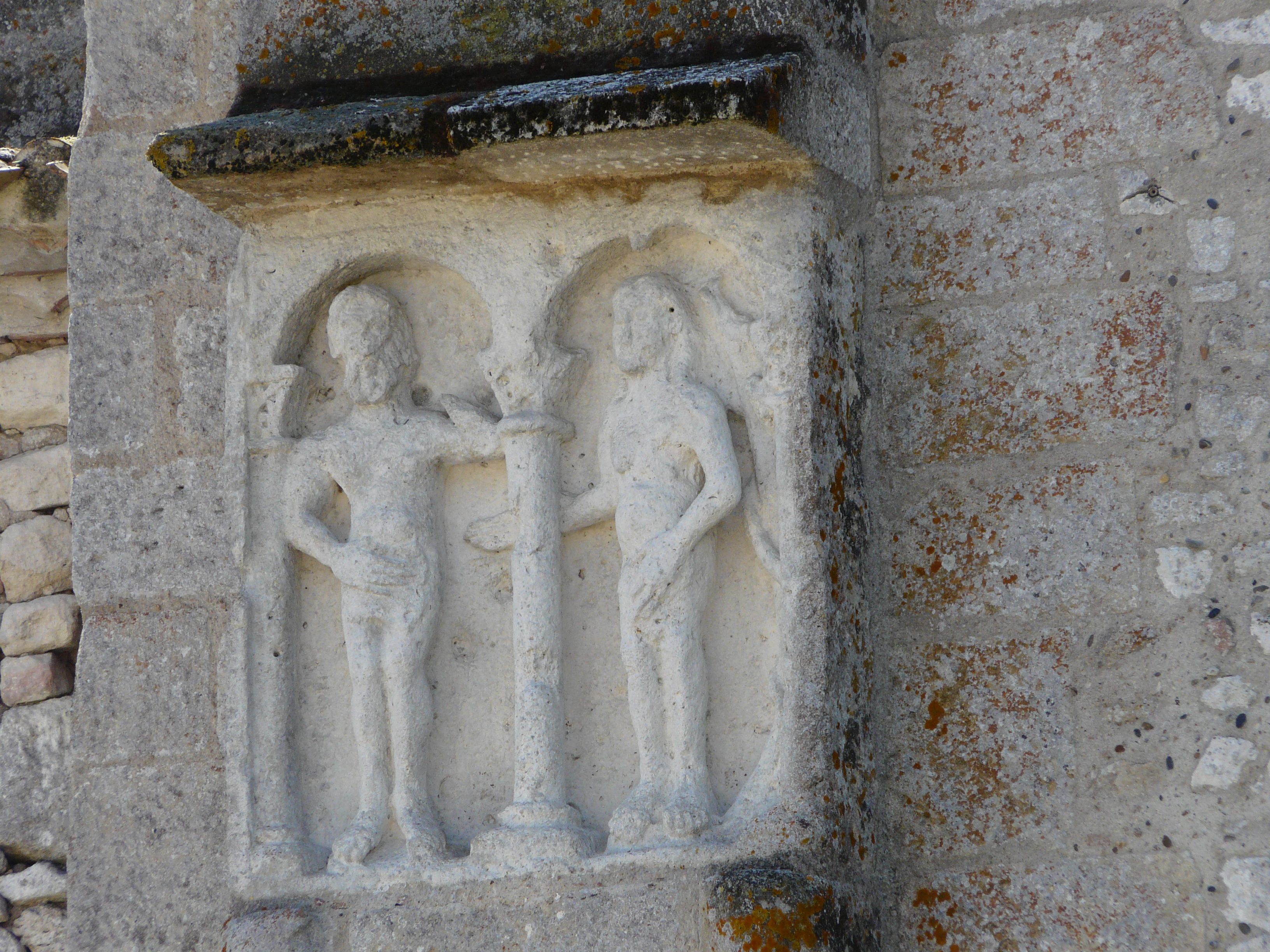
Relief figurant Adam et Ève.